# Сокальский район
Сока́льский райо́н (укр. Сокальський район) — упразднённая административная единица Львовской области Украины. Административный центр — город Сокаль. Города районного значения: Белз, Великие Мосты и Угнев.

## Население
По результатам всеукраинской переписи населения 2001 года в районе проживало 98,1 тысяч человек (98,7 % по отношению к переписи 1989 года), из них русских — 1000 человек (1 % от всего населения) и поляков — 100 человек (0,1 % по отношению ко всему населению).

## Достопримечательности
- Ансамбль монастыря Бернардинцев (XVII век): Костёл Пресвятой Богородицы, монастырские келии, — г. Сокаль, ул. Набережная
- Церковь св. Арх. Михаила (1778) — г. Сокаль
- Церковь Св. Николая, начало XVI века. — г. Сокаль, Городской парк
- Церковь Св. Николая с колокольней (1782) — с. Княже
- Костёл Святого Марка (1688—1693) — с. Варяж
- Церковь Успение Пр. Богородицы (1784) — с. Варяж
- Усадьба Потоцких: дворец (XIX век), флигель (XIX век), стены замка (XVII век) — с. Тартаков
- Костёл Архистратага Михаила (1603) — с. Тартаков
- Костёл Успение Пресвятой Богородицы (1642—1695 гг.) — г. Угнев, ул. Мицкевича, 2-а
- Церковь Св. Ивана Богослова с колокольней (1782) — с. Фусов
- Церковь Св. Архистратига Михаила — с. Бутыны
- Дворец Потоцких (1691) — г. Червоноград
- Костёл Святого Духа и монастырь Бернардинов (1692), Униатская Церковь Святого Юра и монастырь Василиан (1763) — г. Червоноград, ул. Б. Хмельницкого, 21/22

Особенно богат на историко-архитектурные памятки Белз, особенную ценность среди них имеют Башня (1606), Пятницкая церковь (XVIII ст.), Доминиканский монастырь (XVII) Костёл св. Николая (XVII).